# Trialeurodes glacialis
Trialeurodes glacialis là một loài côn trùng cánh nửa trong họ Aleyrodidae, phân họ Aleyrodinae.
Trialeurodes glacialis được Bemis miêu tả khoa học đầu tiên năm 1904.